# Борен (Па де Кале)
Борен (фр. Beaurains) насеље је и општина у североисточној Француској у региону Север-Па д Кале, у департману Па де Кале која припада префектури Арас.
По подацима из 2005. године у општини је живело 4997 становника, а густина насељености је износила 785 становника/km². Општина се простире на површини од 5,99 km². Налази се на средњој надморској висини од 92 метара (максималној 99 m, а минималној 70 m).

## Демографија
| 1962. | 1968. | 1975. | 1982. | 1990. | 2011. |
| ----- | ----- | ----- | ----- | ----- | ----- |
| 1.649 | 2.012 | 3.982 | 3.922 | 4.379 | 5.053 |

График промене броја становника у току последњих година